# گور ویدال
یوجین لوتر گور ویدال (به انگلیسی: Eugene Luther Gore Vidal) (زاده ۳ اکتبر ۱۹۲۵ – درگذشته ۳۱ ژوئیه ۲۰۱۲) از رمان‌نویسان و نمایشنامه‌نویسان معروف آمریکایی و فعال سیاسی بود.

## زندگی
ویدال با نام یوجین لوتر گور ویدال، در وست پوینت، نیویورک به دنیا آمد. او تنها فرزند یوجین لوتر ویدال و نینا گور بود. او پس از خدمت در ارتش در جنگ جهانی دوم، اولین رمان خود را با نام «ویلی‌وا» در سال ۱۹۴۶ منتشر کرد که روایت واکنش‌های مسافران یک هواپیما در توفانی سهمگین بود.
او در دوران فعالیت خود ۲۵ رمان و بیش از ۲۰۰ مقاله و چندین نمایشنامه خلق کرد.رمان سوم ویدال شهرها و ستون‌ها، یکی از اولین رمان‌های آمریکایی بود که آشکارا سخن از همجنس‌گرایی نمود و به همین دلیل نقادان محافظه کار را به شدت خشمگین کرد. ویدال همواره عبارت‌های همجنس‌گرا و همجنس‌گرایی را رد می‌کرد و معتقد بود که اکثر مردم بالقوه پان سکشوال هستند.

او مقاله‌نویس مشهوری نیز بود و برای نیویورکر، New York Review of Books و اسکوایر مقاله می‌نوشت. از طریق مقالات و حضور رسانه‌ای، ویدال روابط خارجی آمریکا را نقد می‌کرد.

ویدال یکی از جنجالی‌ترین نویسندگان معاصر است. او را وجدان بیدار جامعه آمریکا خوانده‌اند. وی از منتقدان سر سخت مک‌کارتیسم و جنگ‌طلبی‌های جورج بوش محسوب می‌شد. مهم‌ترین شاهکار حماسی او، رمان آفرینش است. او در فیلم گاتاکا نیز نقش آفرینی نموده‌است.

گور ویدال آشنا و شیفته فرهنگ و پیشینه ایران زمین بود. او در رمان «آفرینش» شخصیتی داستانی به نام کورش سپیتما، دیپلمات پارسی، را در دو هزار و پانصد سال پیش روایت می‌کند و رمان یولیانوس روایتگر کشمکش نهایی میان مهرپرستی و مسیحیت در دوران یولیانوس و سرانجام لشکرکشی یولیانوس به ایران و شکست و قتل او به وسیله شاپور دوم ساسانی تشکیل می‌دهد.

گور ویدال در تاریخ ۳۱ ژوئیه ۲۰۱۲ در اثر ابتلا به ذات الریه در خانه‌اش واقع در هالیوود لس‌آنجلس درگذشت.

### رمان
- ویلی وا
- جنگل زرد
- شهر و ستون
- فصل آسایش
- در جستجوی شاه
- سبز تیره و سرخ روشن
- داوری پاریس
- مسیح

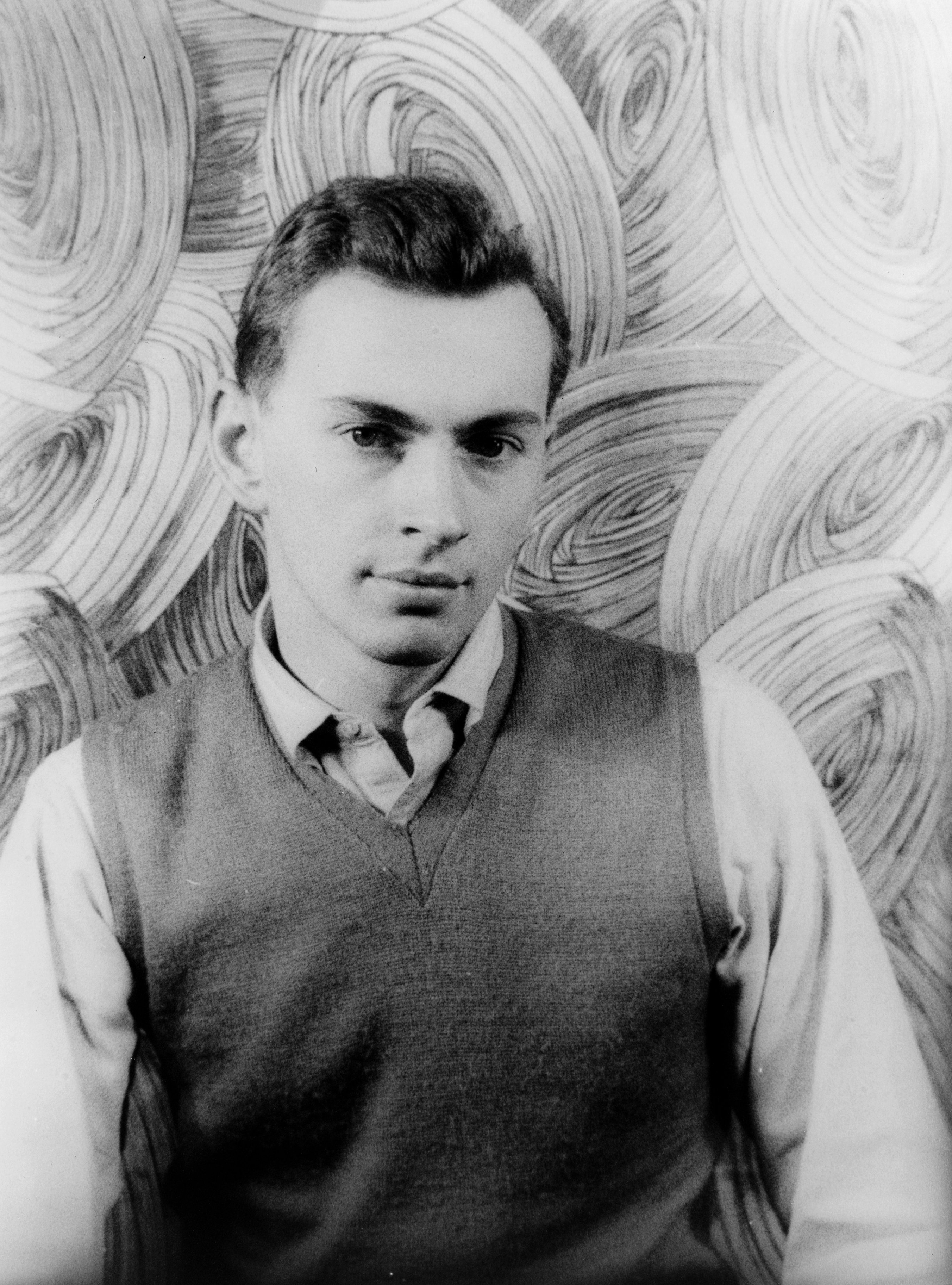
گور ویدال ۲۳ ساله در ۱۹۴۸

- کتاب یولیانوس (با دو ترجمه: فریدون مجلسی، با عنوان ایران سرزمین مقدس، ۱۳۹۶، نشر نیلوفر؛ کوشیار کریمی، با عنوان ستیز خدایان، نشر کارنگ، ۱۳۷۹.)
- ادگار باکس
- شیطان تشنه و دیگر داستان‌های او
- دو خواهر، (ترجمه فارسی به نام هلنا توسط فریدون مجلسی، ۱۳۷۷)؛
- کتابهای کالکی، ترجمه فریدون مجلسی، نشر البرز، ۱۳۷۶
- آرون بِر (کتاب نخست از سه‌گانه تاریخ آمریکا)، ترجمه فریدون مجلسی، نشر البرز ۱۳۷۸،
- رمان آفرینش، ترجمه عبدالحمید سلطانیه، انتشارات نیلوفر، ۱۳۸۲

### نمایشنامه
- دیدار از یک سیاره کوچک
- بهترین مرد

### مقاله و غیر داستانی
- قایق لرزان
- بازتاب کشتی غرق شده
- در واشینگتن دی سی